# Henric Gahn (politiker)
Henric Pontus Wolter Gahn, född 21 juni 1820 på Kåfalla i Fellingsbro socken, Örebro län, död 15 februari 1901 i Stockholm, var en svensk bruksägare och riksdagsman.

## Biografi
Gahn var son till brukspatron Jacob Gahn av släkten Gahn och Maria Charlotta Tersmeden. Vidare var han sonson till Henrik Gahn den äldre, dotterson till Jacob Niclas Tersmeden och Hedvig Wegelin. Han var 1830–1835 elev vid Hillska skolan på Barnängen, inskrevs vid Uppsala universitet 1838 och avlade hovrättsexamen där 1842. Han tjänstgjorde därefter som extraordinarie kanslist vid justitierevisionen men genomgick 1845-1846 Falu bergsskola och övertog därefter Kåfalla bruk efter fadern. Sedan fadern avlidit 1870 löste han ut övriga arvingar och blev ensam ägare till bruket. Han var Bergslagens deputerad i Jernkontoret 1853–1854, 1856, 1868 och 1874 och extraordinarie fullmäktig där 1874–1901. 1868 blev han disponent för Norns, Larsbo och Ramnäs bruk, vilka bruk tillsammans ombildades till Larsbo-Norns AB 1873. 1875 inköptes även Vikmanshyttan, Turbo bruk och Prästhyttan och från 1877 var Gahn bosatt vid Vikmanshyttan.
Som politiker var han ledamot av borgarståndet för bergsbrukens fjärde valdistrikt från 1856 och efter tvåkammarriksdagens införande återkom han till riksdagen som ledamot av första kammaren 1874-1892 för Kopparbergs län.
Henric Gahn var ledamot av flera statliga kommittér, ledamot av styrelsen för Sveriges allmänna hypoteksbank 1870–1901, ordförande i styrelsen för Stockholm-Västerås-Bergslagens järnvägs AB 1879–1901, ordförande i styrelsen för Strömsholms nya kanalbolag från 1886, i styrelsen för Enskilda järnvägars pensionskassa från 1886 och i styrelsen för Södra Dalarnes järnvägs AB från 1894.
Gahn gifte sig 1850 med Fredrika Lovisa Cederborgh.

## Utmärkelser
- Riddare av Nordstjärneorden, 1866.[5]
- Kommendör av 1:a klass av Vasaorden, 1882.[3]